# Resolució 2063 del Consell de Seguretat de les Nacions Unides
La Resolució 2063 del Consell de Seguretat de les Nacions Unides fou adoptada el 31 de juliol de 2012. Després de recordar les resolucions anteriors sobre el conflicte del Darfur, el Consell va acordar ampliar el mandat de l'Operació Híbrida de la Unió Africana i les Nacions Unides al Darfur (UNAMID) durant any, alhora que reduirà el component de missió en els propers 12-18 mesos i canviarà la seva atenció a les àrees d'alt risc.
La resolució fou aprovada per 14 vots a favor i cap en contra, amb l'abstenció d'Azerbaitjan, qui va argumentar que la resolució era incompleta i no coincidia amb la situació real al Darfur.

## Detalls
El Consell va instar als signants del document de Doha per la pau al Darfur a que el compleixin, condemnant els intents de derrocar el govern del Sudan i els atacs al personal humanitari. També lamenta els pocs avenços del fiscal especial designat pel Sudan per al Darfur, posant èmfasi a posar fi a la impunitat.
A més d'ampliar el mandat de la UNAMID per un any, rep el mandat de reduir el component militar de 19.555 a 16.200 homes i del component policial de 3.772 a 2.310 agents i de 19 a 17 unitats de 140 agents. Les prioritats de la UNAMID seran protegir la població i garantir-ne l'assistència humanitària.